# هلة تل (مقاطعة دورة)
هلة تل (بالفارسية: هله تل) هي قرية تقع في Shurab Rural District في إيران. يقدر عدد سكانها بـ 170 نسمة .